# Леві (Естонія)
Ле́ві (ест. Levi küla) — село в Естонії, у волості Торі повіту Пярнумаа.

## Населення
Чисельність населення на 31 грудня 2011 року становила 41 особу.

## Географія
Село Леві розташоване на лівому березі річки Пярну (Pärnu jõgi).
Через село проходить автошлях 252 (Каансоо — Торі).